# Kanton Boussières
Kanton Boussières (francouzsky Canton de Boussières) je francouzský kanton v departementu Doubs v regionu Franche-Comté. Tvoří ho 20 obcí.

## Obce kantonu
- Abbans-Dessous
- Abbans-Dessus
- Avanne-Aveney
- Boussières
- Busy
- Byans-sur-Doubs
- Grandfontaine
- Larnod
- Montferrand-le-Château
- Osselle
- Pugey
- Rancenay
- Roset-Fluans
- Routelle
- Saint-Vit
- Thoraise
- Torpes
- Velesmes-Essarts
- Villars-Saint-Georges
- Vorges-les-Pins